# Chained to the Rhythm
«Chained to the Rhythm» (с англ. — «Прикованные к ритму») — песня, записанная Кэти Перри для её пятого студийного альбома Witness, при участии ямайского певца Скипа Марли. Песня была выпущена 10 февраля 2017 года. Трек достиг первого места в Польше и Венгрии, а также пятерки лучших в чартах в Австралии, Канады, Франции, Великобритании и США и десятки лучших во многих других странах. Песня получила три номинации на Церемонии MTV Video Music Awards 2017 года и исполнялась вживую на 59-й церемонии «Грэмми» и на BRIT Awards 2017.

## Предыстория и релиз
В августе 2016 года Перри заявила, что она стремится создать материал, который «соединяет, связывает и вдохновляет», а также заявила, что испытывает больше удовольствие, работая над новым материалом, экспериментируя, пробуя разные стили и жанры. Официальным началом новой эры можно считать пост исполнительницы в Instagram, в котором певица выложила свое фото в новом образе и подписала «Жизнь с нуля», после чего студия звукозаписи сделала официальное заявление, что Кэти выступит на премии «Грэмми» 12 февраля 2017 года с новой песней. С 7 февраля началась промо-кампания в США: были развешаны билборды, на которых значилась дата выхода песни — 10 февраля 2017 года. Также, как часть промо, во многих городах мира были размещены диско-шары, в которые можно было воткнуть наушники и услышать отрывок новой песни.

## Отзывы критиков
Ханна Джей Девис в рецензии от The Guardian охарактеризовала лирическое настроение песни как «тонко пробуждающее», что, по мнению журналиста, «не станет слишком отчуждать слушателей в Трамплэнд» («Trumpland»). Кристофер Р. Вейнгартен в рецензии для издания Rolling Stone назвал песню «диско супер-хитом».
Эллиотт С. Эдвардс в обзоре Sputnikmusic назвал песню «банальной рекламой для Хиллари Клинтон».

### Награды и номинации
| Год  | Организация            | Награда                         | Результат | Ссылка |
| ---- | ---------------------- | ------------------------------- | --------- | ------ |
| 2017 | LOS40 Music Awards     | International Video of the Year | Номинация | [ 7 ]  |
| 2017 | MTV Video Music Awards | Best Pop Video                  | Номинация | [ 8 ]  |
| 2017 | MTV Video Music Awards | Best Direction                  | Номинация | [ 8 ]  |
| 2017 | MTV Video Music Awards | Best Visual Effects             | Номинация | [ 8 ]  |
| 2018 | BMI Awards             | Award Winning song              | Победа    | [ 9 ]  |
| 2018 | Pop Awards             | Song of the Year                | Номинация | [ 10 ] |

## Музыкальное видео
18 февраля 2017 года Перри выпустила превью своего нового музыкального видео в Твиттере на аккаунте её альтер эго, Кэти Бет Терри. 21 февраля на официальном VEVO-канале певицы на YouTube состоялась премьера видеоклипа, режиссёром которого стал Мэтью Каллен. Съёмки видеоклипа проходили в тематическом парке Six Flags Magic Mountain в Калифорнии.
По состоянию на апрель 2020 года музыкальное видео на песню имеет более чем 680 млн просмотров на видеохостинге YouTube.

## Коммерческий успех
Песня дебютировала на четвёртом месте в чарте «Billboard Hot 100» с продажами в первую неделю в США в 108,000 цифровых копий. Это четырнадцатая песня исполнительницы, которая достигла верхней десятки данного чарта. Также песня стала третьей лучшей «дебютанткой» Перри в чарте, уступив только «Part of Me» и «California Gurls», занявшим 1 и 2 места соответственно.
В чарте танцевальной клубной музыки Billboard Dance Club Songs трек стал певицы 17-м подряд её чарттоппером с 22 апреля 2017 года, поделив поэтому показателю пятое место с Mariah Carey и увеличив рекорд по подряд идущим хитам номер один в нём.
В октябре 2019 года сингл получил 2-кратную платиновую сертификацию в США Recording Industry Association of America за тираж 2 000 000 единиц.
Также песня дебютировала с 4 строчки национального чарта Австралии, с 8 во Франции, с 9 в Новой Зеландии, с 7 в Соединённом Королевстве, с 26 в Мексике и с 25 в Канаде.

## Живые выступления
12 февраля Кэти Перри выступила на 59 церемонии «Грэмми», многие критики заметили явный политический протест в выступлении. Также Кэти и Скип Марли выступили на «BRIT Awards» 22 февраля. Во время выступления на сцене появились огромные скелеты в образах Дональда Трампа и Терезы Мэй. Это выступление уже открыто назвали «политическим вызовом», хотя Перри никак не комментирует символизм своих выступлений. 5 марта состоялось выступление на премии «iHeartRadio Music Awards».

## Список композиций
- Digital download[28]

1. «Chained to the Rhythm» (featuring Skip Marley) — 3:57

- Digital download (Hot Chip Remix)[29]

1. «Chained to the Rhythm» (Hot Chip Remix) — 5:42

- Digital download (Oliver Heldens Remix)[28]

1. «Chained to the Rhythm» (Oliver Heldens Remix) — 4:37

- CD Single[30]

1. «Chained to the Rhythm» (featuring Skip Marley) — 3:58
2. «Chained to the Rhythm» (Instrumental) — 3:57

## Чарты
| Чарт (2017)                            | Высшая позиция |
| -------------------------------------- | -------------- |
| Аргентина (Monitor Latino)             | 8              |
| Австралия (ARIA)                       | 4              |
| Австрия (Ö3 Austria Top 40)            | 7              |
| Бельгия/Фландрия (Ultratop 50)         | 6              |
| Бельгия/Валлония (Ultratop 50)         | 5              |
| Бразилия (Billboard Hot 100)           | 4              |
| Болгария (PHOPHON)                     | 3              |
| Канада (Billboard Canadian Hot 100)    | 3              |
| Канада (Billboard AC)                  | 2              |
| Канада (Billboard CHR/Top 40)          | 5              |
| Канада (Billboard Hot AC)              | 2              |
| Колумбия (National-Report)             | 57             |
| СНГ (TopHit)                           | 4              |
| Чехия (Rádio — Top 100)                | 2              |
| Чехия (Singles Digitál Top 100)        | 6              |
| Дания (Tracklisten)                    | 10             |
| Финляндия (Suomen virallinen lista)    | 8              |
| Франция (SNEP)                         | 3              |
| Германия (GfK)                         | 6              |
| Греция (Billboard Digital Songs)       | 3              |
| Венгрия (Rádiós Top 40)                | 1              |
| Венгрия (Single Top 40)                | 5              |
| Ирландия (IRMA)                        | 6              |
| Израиль (Media Forest)                 | 2              |
| Италия (FIMI)                          | 10             |
| Япония (Billboard Japan Hot 100)       | 31             |
| Латвия (Latvijas Top 40)               | 1              |
| Ливан (Lebanese Top 20)                | 3              |
| Люксембург (Billboard Digital Songs)   | 8              |
| Малайзия (RIM)                         | 14             |
| Мексика (Billboard Airplay)            | 17             |
| Нидерланды (Dutch Top 40)              | 6              |
| Нидерланды (Single Top 100)            | 14             |
| Новая Зеландия (Recorded Music NZ)     | 8              |
| Норвегия (VG-lista)                    | 8              |
| Парагвай (Monitor Latino)              | 13             |
| Польша (Polish Airplay Top 100)        | 1              |
| Португалия (AFP)                       | 16             |
| Румыния (Media Forest)                 | 2              |
| Россия (TopHit)                        | 5              |
| Шотландия (OCC Scotland)               | 3              |
| Словакия (Rádio — Top 100)             | 6              |
| Словакия (Singles Digitál Top 100)     | 5              |
| Словения (SloTop50)                    | 3              |
| Испания (PROMUSICAE)                   | 16             |
| Швеция (Sverigetopplistan)             | 9              |
| Швейцария (Schweizer Hitparade)        | 6              |
| Украина (Tophit)                       | 1              |
| Великобритания (OCC UK Singles)        | 5              |
| США (Billboard Hot 100)                | 4              |
| США (Billboard Adult Contemporary)     | 17             |
| США (Billboard Adult Pop Airplay)      | 7              |
| США (Billboard Dance Club Songs)       | 1              |
| США (Billboard Dance/Mix Show Airplay) | 6              |
| США (Billboard Pop Airplay)            | 8              |
| США (Billboard Rhythmic)               | 32             |
| Венесуэла (Record Report)              | 4              |

| Чарт (2017)                              | Позиция |
| ---------------------------------------- | ------- |
| Аргентина (Monitor Latino)               | 28      |
| Австралия (ARIA)                         | 84      |
| Австрия (Ö3 Austria Top 40)              | 69      |
| Бельгия (Ultratop Flanders)              | 36      |
| Бельгия (Ultratop Wallonia)              | 16      |
| Канада (Canadian Hot 100)                | 34      |
| Дания (Tracklisten)                      | 77      |
| Германия (Official German Charts)        | 64      |
| Венгрия (Rádiós Top 40)                  | 2       |
| Венгрия (Single Top 40)                  | 14      |
| Венгрия (Stream Top 40)                  | 42      |
| Израиль (Media Forest)                   | 17      |
| Италия (FIMI)                            | 68      |
| Нидерланды (Single Top 100)              | 90      |
| Польша (ZPAV)                            | 5       |
| Румыния (Airplay 100)                    | 28      |
| Словения (SloTop50)                      | 17      |
| Швеция (Sverigetopplistan)               | 72      |
| Швейцария (Schweizer Hitparade)          | 32      |
| Великобритания (Official Charts Company) | 49      |
| США (Billboard Hot 100)                  | 73      |
| США (Billboard Adult Contemporary)       | 41      |
| США (Billboard Adult Top 40)             | 31      |
| США (Billboard Dance Club Songs)         | 16      |
| Чарт (2018)                              | Позиция |
| Венгрия (Rádiós Top 40)                  | 27      |

## Сертификации
| Регион                                                                      | Сертификация  | Продажи   |
| --------------------------------------------------------------------------- | ------------- | --------- |
| Австралия (ARIA)                                                            | 3× Платиновый | 210 000   |
| Бельгия (BEA)                                                               | Золотой       | 10 000    |
| Бразилия (ABPD)                                                             | Бриллиантовый | 160 000   |
| Канада (Music Canada)                                                       | 3× Платиновый | 240 000   |
| Дания (IFPI Danmark)                                                        | Платиновый    | 90 000    |
| Франция (SNEP)                                                              | Платиновый    | 133 333   |
| Германия (BVMI)                                                             | Платиновый    | 400 000   |
| Италия (FIMI)                                                               | 2× Платиновый | 100 000   |
| Новая Зеландия (RMNZ)                                                       | Золотой       | 15 000    |
| Норвегия (IFPI Norway)                                                      | 2× Платиновый | 120 000   |
| Польша (ZPAV)                                                               | Платиновый    | 50 000    |
| Испания (PROMUSICAE)                                                        | Платиновый    | 40 000    |
| Швеция (GLF)                                                                | Платиновый    | 40 000    |
| Великобритания (BPI)                                                        | Платиновый    | 600 000   |
| США (RIAA)                                                                  | 2× Платиновый | 2 000 000 |
| Данные о продажах + прослушиваниях приведены только на основе сертификации. |               |           |